# Фридрих Вилхелм (Шлезвиг-Холщайн-Зондербург-Августенбург)
Фридрих Вилхелм фон Шлезвиг-Холщайн-Зондербург-Августенбург (на немски: Friedrich Wilhelm Herzog von Schleswig-Holstein-Sonderburg-Augustenburg; * 18 ноември 1668, Зондербург; † 3 юни 1714, Августенборг) от странична линия на Дом Олденбург, е принц от Шлезвиг-Холщайн-Зондербург-Августенбург и датски кралски генерал-майор.

## Живот
Той е най-малкият син на херцог Ернст Гюнтер фон Шлезвиг-Холщайн-Зондербург-Августенбург (1609 – 1689) и съпругата му принцеса Августа фон Шлезвиг-Холщайн-Зондербург-Глюксбург (1633 – 1701), дъщеря на херцог Филип фон Шлезвиг-Холщайн-Зондербург-Глюксбург и принцеса София Хедвига фон Саксония-Лауенбург. По баща е внук на херцог Александер фон Шлезвиг-Холщайн-Зондербург и графиня Доротея фон Шварцбург-Зондерсхаузен. По-големите му братя Фридрих (1652 – 1692) и Ернст Август (1660 – 1731) нямат деца.
През 1676 г. на девет години Фридрих Вилхелм става каноник в Хамбург. През 1688 е хауптман на пехотинската гвардия. Следващата година е наемник в Англия и участва в боевете против въстаниците в Ирландия през 1689 г. През 1691 г. той е полковник-лейтенант в батальона на кралицата в Ирландия. На 17 октомври 1693 г. той е полковник и командир на батальона принц Фредрик във Фландрия. През 1697 г. напуска като полковник.
През 1701 г. отново е във войската, става командир на Олденбургския полк и през 1702 г. е изпратен в Брабант, където на 26 януари 1706 г. става генерал-майор.
През 1701 г. той наследява Аугустенбург и Руморсхоф в Дания, а през 1703 г. купува и Авнбьолхоф. Той умира на 3 юни 1714 г. на 45 години е погребан в Зондербург.

## Фамилия
Фридрих Вилхелм се жени на 27 ноември 1694 г. за графиня София Амалия фон Алефелд цу Лангеланд (1675 – 1741), дъщеря на граф Фридрих фон Алефелд (1623 – 1686) и втората му съпруга Мария Елизабет фон Лайнинген-Дагсбург-Харденбург (1648 – 1724). Те имат децата:
- Кристиан Август (1696 – 1754), херцог на Шлезвиг-Холщайн-Зондербург-Августенбург (1731 – 1754), женен на 18 май 1720 г. за графиня Фридерика Луиза фон Данескиолд-Самсое (1699 – 1744)
- Шарлота Амалия Мария (1697 – 1760), до 1726 г. монахиня в Херфорд, омъжена на 17 октомври 1726 г. в Августенбург за херцог Филип Ернст фон Шлезвиг-Холщайн-Зондербург-Глюксбург (1673 – 1729)
- София Луиза (1699 – 1765)
- Августа Вилхелмина (*/† 1700)
- Фридрих Карл (1701 – 1702)